# Orella de gat negra
L'orella de gat negra (Helvella lacunosa), també anomenada orella de llebre negra i orella de gat grisa, és una espècie de fong ascomicot de l'ordre dels pezizals (Pezizales). És un bolet comestible.

## Descripció
Bolet de fins a 10 cm d'alçària, amb un barret prim i rebregat d'entre 2 i 8 cm de color molt variable, marró negrós o negre. Presenta entre 2 i 3 lòbuls molt ondulats que recorda una sella de muntar damunt un peu buit i irregular amb solcs i arestes i de color marró o negrós. La carn és prima i elàstica.

## Hàbitat
Es pot trobar a la tardor en boscos humits de pinedes i alzinars, sobretot en els marges i clarianes de boscos. És més abundant entre molses, en zona calcària i, per tant, en terres bàsics.

## Gastronomia
Tot i que es tracta d'un bolet molt usat en la nostra cuina s'ha d'anar alerta amb ell, ja que només es pot menjar després d'una llarga cocció, ja que cru no és comestible. De fet, es recomana tirar l'aigua de la primera ebullició, ja que conté hemolisines que destrueixen els glòbuls vermells.
El mateix es pot dir del seu cosí germà l'orella de llebre blanca (Helvella crispa).